# Boris Bouhraoua
Pas d'image ? Cliquez ici

a Compétitions nationales et continentales officielles uniquement.

b Matchs officiels uniquement.
Dernière mise à jour le 10 juin 2024.
Boris Brahim Bouhraoua, né le 4 mai 1984, est un joueur international algérien de rugby à XV qui évolue au poste de demi de mêlée, ainsi qu'international français de rugby à sept.

## Biographie
Boris Bouhraoua est formé au Rugby Club bonnevallais, club de la commune de Bonneval, avant de rejoindre le CA Brive où il fait ses débuts en équipe première.
Il est le frère de Terry Bouhraoua, international français de rugby à XV et de rugby à sept qui évolue au poste de demi de mêlée.
Après avoir commencé à entraîner en Nouvelle-Zélande à la Napier Boys' High School (en), il est nommé en 2021 directeur du rugby de la formation du Stade français.
En juin 2024, il est nommé entraîneur en chef du Biarritz olympique.

## Palmarès
- International français moins de 18 ans (4 sélections)[réf. nécessaire]
- International français universitaire : 
  - 2004 : champion du monde universitaire de rugby à sept en Chine (élu meilleur joueur du tournoi)[réf. nécessaire]
  - 2005 et 2006 : 2 sélections contre l'Angleterre.[réf. nécessaire]
- International français à sept[7]
- International algérien
  - Champion d'Afrique Bronze Cup 2017
  - Champion d'Afrique Silver Cup 2018

## Statistiques en équipe nationale
- International algérien : 16 sélections depuis 2010.
- Sélections par année : 4 en 2015, 2 en 2016, 3 en 2017, 3 en 2018.